# 何幼惠
何幼惠（1931年—2025年8月8日），譜名家恆，廣東廣州府順德縣水藤鄕人，香港著名書法家，有「小楷王」之稱。生於書香世胄，其父為晚清秀才何國溥，大伯父何國澄進士，二伯父何國澧翰林，享「何氏三鳳」之譽。香港國學家何叔惠之弟。

## 經歷
順德何氏積世耕讀，曾祖父何文明（號晉笙）一生讀書不倦，經他親手點校的書籍有七千卷之多。祖母蕭氏被誥封為一品夫人。排行第六，其三兄何叔惠為香港著名國學家。父親惠庶公雖為鄉中著名教師，從前父不教子，故幼時以「易子法」受教於伯父蘭愷太史之婿老伯淮。幼翁弱冠之年適逢抗戰，來港謀生，永隆銀行老闆見其求職信上的毛筆小楷字俊雅，即聘請他擔任文書工作達三十多年。幼承庭訓練習書法，其小楷雅淳秀逸、溫潤遒勁、筆法變換、脈絡自然、得晉人韻致；其行書筆力雄健、鸞翔鳳翥、墨色豐富、首尾呼應、亦備受推崇。善倚聲，曾從遊於嶺南詞家傅子餘，為「鴻社」等詩社成員。所作詞得宋人風韻，聲律協諧，境界高逸，婉約氣質類南宋詞人王沂孫，既言志述懷，又師法自然。何氏昆仲亦承傳家學吟誦。著作有《何幼惠自書詩集》、《何幼惠自書詞集》、《玉堂金聲》等。曾任中國書協香港分會執行委員、香港順德藝文社顧問、香港來復會會長、大方書畫會會長、春暉藝苑社長。